# Каднай, Юлий Юрьевич
Юлий Юрьевич Каднай (род. 21 мая 1990 года) - российский и латвийский игрок в хоккей с мячом.

## Карьера
До 2012 года выступал в составе КХМ «СКА-Нефтяник-2» (Хабаровск). С 2012 года играет в любительской лиге за тополевскую команду «Автомобилист».
На чемпионате мира 2015 года привлекался в латвийскую сборную. В группе В в 6 играх набрал 7+1 очков. Команда стала победителем турнира и получила путёвку в дивизион А на чемпионате мира 2016 года. А в группе А, где сборная Латвии заменила сборную Украины, в 5 играх забил 2 гола.